# Lefedési dimenzió
A lefedési dimenzió a topológia leggyakrabban használt dimenziófogalma, amely azt próbálja megragadni, hogy mennyire választhatóak szét egy alakzat pontjai: egy n dimenziós alakzatot tetszőlegesen kis körökkel (gömbökkel, hipergömbökkel stb.) lefedve mindig lesz olyan pont, amiben legalább n+1 kör metszi egymást. Gyakran hívják topológiai dimenziónak is, bár ez utóbbi néha jelentheti a kis vagy nagy induktív dimenziót is.

## Definíció
Egy topologikus tér lefedési dimenziója a legkisebb n, amire teljesül, hogy a tér bármely nyílt fedésének van olyan nyílt finomítása, amiben a tér bármely pontját legfeljebb n+1 halmaz tartalmazza. Ha nincs ilyen n, akkor a tér végtelen dimenziós.
Más szóval, ha veszünk egy tetszőleges nyílt halmazokból álló rendszert, amely halmazok uniója lefedi az egész teret, akkor megadhatunk hozzájuk egy másik nyílt halmazokból álló rendszert, ami továbbra is lefedi az egész teret, és a második rendszer minden eleme része az első rendszer valamelyik elemének, ugyanakkor a második rendszer semelyik n+2 elemének nincs közös metszete.

## Példák
Egy elszigetelt pontokból álló halmaz dimenziója 0, mert a pontok kellően szűk környezeteit véve semelyik kettőnek nem lesz közös része. Egy vonal dimenziója 1, mert mindig lefedhető kellően kis körökkel úgy, hogy azokat "felfűzzük" a vonal mentén, és egyszerre mindig csak kettő találkozik. Az n dimenziós euklideszi tér lefedési dimenziója n.

## Tulajdonságok
Megszámlálható bázisú normális tereken (vagyis olyan tereken, amik szeparábilisek és metrizálhatóak) a lefedési dimenzió megegyezik a kis és nagy induktív dimenzióval (Urysohn tétele). Ha csak a metrizálhatóság teljesül, a lefedési dimenzió nem kisebb az induktív dimenzióknál; ha csak az, hogy a tér kompakt és Hausdorff, akkor nem nagyobb.